# Бананоеды-подорожники
Бананоеды-подорожники (лат. Crinifer) — род птиц из семейства Тураковых. Они распространены только в Африке. Известно пять видов.

## Описание
Это крупные и шумные птицы. Длина тела достигает 50 см, вес колеблется от 200 до 300. Бананонеды-подорожники лишены яркой расцветки своих родственников из родов турако, их окраска, в основном, серая или чёрная, для них характерен длинный хвост и хохол на голове, который они способны поднимать и опускать.

## Питание
Пища состоит из фруктов, особенно инжира, семян и других кормов растительного происхождения.

## Размножение
Самки не отличаются от самцов. Они гнездятся на деревьях, где они сооружают из веточек рыхлую платформу (гнездо) и откладывает туда 2-3 яйца.

## Классификация
Международный союз орнитологов выделяет 5 видов:
- Серый бананоед (Crinifer concolor) — ранее включали в род Corythaixoides
- Белобрюхий бананоед (Crinifer leucogaster) — ранее включали в род Corythaixoides
- Гологорлый бананоед (Crinifer personatus) — ранее включали в род Corythaixoides
- Чернохвостый бананоед-подорожник (Crinifer piscator)
- Полосатый бананоед-подорожник (Crinifer zonurus)